# Cyclommatus websteri
Cyclommatus websteri es una especie de coleóptero de la familia Lucanidae.

## Distribución geográfica
Habita en el Archipiélago Bismarck.